# Lyne Lapointe
Lyne Lapointe (née en 1957) est une artiste visuelle canadienne-française. Son travail est constitué d'installations in situ (1981-1995), d'objets trouvés, de dessins et de peintures, en mettant l'accent sur l'histoire de l'art, la muséologie, la botanique et le féminisme. Elle est régulièrement exposée dans plusieurs institutions en Amérique du Nord. Elle vit et travaille maintenant à Mansonville, au Québec.

## Biographie
Lyne Lapointe étudie l'histoire de l'art et les arts visuels aux collèges du Vieux-Montréal et de Rosemont et, en 1978, obtient un baccalauréat en beaux-arts à l'Université Carleton d'Ottawa.
De 1981 à 1995, Lyne Lapointe collabore à Montréal avec sa partenaire Martha Fleming. Leurs propositions étaient enracinées dans la courant du féminisme radical, de la marginalisation et des pratiques muséales. Leurs travaux combinaient des histoires spécifiques à un site, des références historiques de l'art, la sexualité, le désir féminin et la botanique, afin d'analyser de manière critique la politique sociale de ces domaines.
De 1981 à 1995, elles exécutent plusieurs installations in situ dans des bâtiments architecturaux et abandonnés politiquement chargés à Montréal, New York et Sao Paulo. Abordant la marginalisation systémique avec les pratiques des musées et des galeries à travers une perspective féministe, ces installations ont dénoncé les problèmes sociaux historiquement ancrés dans de tels sites.
En 1997, le Musée d'art contemporain de Montréal leur consacre une rétrospective intitulée « Studioolo ». L'exposition souligne leur collaboration de 15 ans, présentant leurs recherches polémiques et leurs processus créatifs. En complément de la rétrospective paraît une publication, également intitulée Studiolo, qui analysait les cadres politiques et philosophiques à partir desquels elles travaillaient.
En 2007, la Carleton University Art Gallery a organisé une exposition solo intitulée La Perle. L'exposition révèle l'intérêt de Lapointe pour le son, l'optique et l'histoire des musées, avec 23 œuvres individuelles de peintures, de dessins et d'objets trouvés. L'installation d'œuvres, tirées d'images de sources botaniques, médicales, d'histoire de l'art et d'encyclopédies, visait à remettre en cause les pratiques de la muséologie et des modes de présentation.
En 2011, la Galerie Pierre-François Oulette expose sept tableaux de la série La Pierre patiente. Dans ces œuvres, Lapointe utilise des aiguilles d'acupuncture sur un support en verre peint avec des pigments phosphorescents.
En 2021, elle est l'une des participantes au court-métrage expérimental de John Greyson International Dawn Chorus Day.

## Distinctions
- Conseil des Arts et des Lettres du Québec (1983).
- Fondation Pollock Krasner, New York (1997).
- Prix Graff (1998).
- Conseil des Arts du Canada (2008)[7].

Son travail fait partie des collections de plusieurs musées et institutions d'art au Canada.